# Palazzo di Giustizia (Pisa)
Il Palazzo di Giustizia è un edificio situato tra piazza della Repubblica, via Giuseppe Giusti, via Santa Bibbiana e via del Buschetto a Pisa.

## Storia
Il concorso per la costruzione del nuovo palazzo di Giustizia di Pisa, riservato ad ingegneri ed architetti, fu indetto nel luglio del 1935. Come area per la costruzione veniva indicato l'isolato compreso tra le vie Santa Bibbiana, Giuseppe Giusti, del Buschetto e della Pallacorda, limitrofo al teatro Verdi e occupato da "vecchie e malsane casupole" da demolire, lasciando isolata la chiesetta romanica di Sant'Andrea.
Tramite la costruzione del palazzo si pensava quindi di risolvere un problema edilizio ed igienico di notevole importanza, in contrasto tuttavia con i criteri espressi nel Piano Regolatore Generale vincitore del concorso nazionale dell'agosto 1929: lo sventramento previsto per la costruzione del palazzo di Giustizia, infatti, non essendo guidato "da nessun organico concetto urbanistico ed edilizio", avrebbe dato luogo ad "informi piazzali fiancheggiati da povere case" senza in alcun modo regolare la viabilità né stabilire proporzioni tra i vari volumi dei fabbricati.
Secondo il bando di concorso, il progetto "pur rispettando l'evoluzione artistica dell'attuale epoca storica", doveva ricollegarsi "alle nobili tradizioni della grande arte italiana e per quanto possibile avere il carattere ambientale storico-estetico della città di Pisa e conservarne le caratteristiche".
La commissione giudicatrice, nella quale rappresentante del Sindacato Architetti era l'arch. Foschini, dopo lo spoglio dei diversi progetti pervenuti - alcuni dei quali contenenti altre soluzioni urbanistiche - indisse una seconda gara tra i quattro progetti ritenuti migliori, presentati rispettivamente dall'architetto Gaetano Rapisardi, da Mario Paniconi e Giulio Pediconi, da Giuseppe Wittinch e da Maria Calandra.
Fu dichiarato vincitore il progetto di Gaetano Rapisardi, mentre il secondo premio ex aequo veniva assegnato agli architetti Paniconi e Pediconi e all'architetto Maria Calandra.
Il progetto vincitore presentava una pianta irregolare articolata in due corpi di fabbrica sfalsati, ambedue dotati di cortile interno, con due lati del primo blocco leggermente incurvati e l'entrata principale tripartita e disposta asimmetricamente verso la chiesa di S. Andrea. L'alzato, previsto su tre piani fuori terra nei quali dovevano essere insediati rispettivamente la Pretura, il Tribunale Penale ed il Tribunale Civile, si serviva di materiali di notevole pregio, come il granito grigio nella zona basamentale, il porfido nelle loggette sull'ingresso ed il marmo di Vallestrona nel motivo a logge del secondo piano.
Il progetto Paniconi e Pediconi prevedeva una più semplice impostazione piantistica rettangolare, con un ampio cortile d'onore e un cortile secondario; l'entrata principale, anch'essa tripartita ed asimmetrica e rivolta verso la chiesa di S. Andrea, immetteva in una galleria coperta sulla quale si aprivano i successivi ingressi. L'alzato, qualificato da un grande pannello a bassorilievo nel settore sopra l'entrata, suggeriva due diversi rivestimenti per il piano terreno e per i piani superiori ed era scandito da lunghe finestrature verticali al primo e al secondo piano.
Il progetto Calandra, infine, presentava una pianta giocata sull'aggancio tra un corpo rettangolare e, dopo una profonda rientranza, l'avancorpo principale caratterizzato dall'incurvatura del prospetto verso S. Andrea, con una statua della Giustizia prevista all'angolo dell'edificio.
Nel 1938 l'arch. Rapisardi presentava una variante di progetto nella quale veniva semplificata la pianta irregolare della prima redazione per passare ad un unico blocco rettangolare con un cortile principale e due cortiletti quadrati sul retro.
Si recuperava in tal modo una perfetta simmetria compositiva, segnata dalla entrata centrale preceduta dalla scalinata, e si caricava il progetto in senso ancor più monumentale. In questo senso va interpretata anche la previsione di tracciare una lunga direttrice stradale di collegamento con la piazza Cairoli e il lungarno Mediceo, aperta esattamente in asse con l'entrata stessa.
I lavori di costruzione, curati dal ministero dei Lavori Pubblici, iniziarono nel 1938 per essere interrotti nel 1941; ripresi nel 1947 con una seconda variante di progetto, furono terminati nel 1958 sotto la direzione di Ivo Lambertini.

## Descrizione

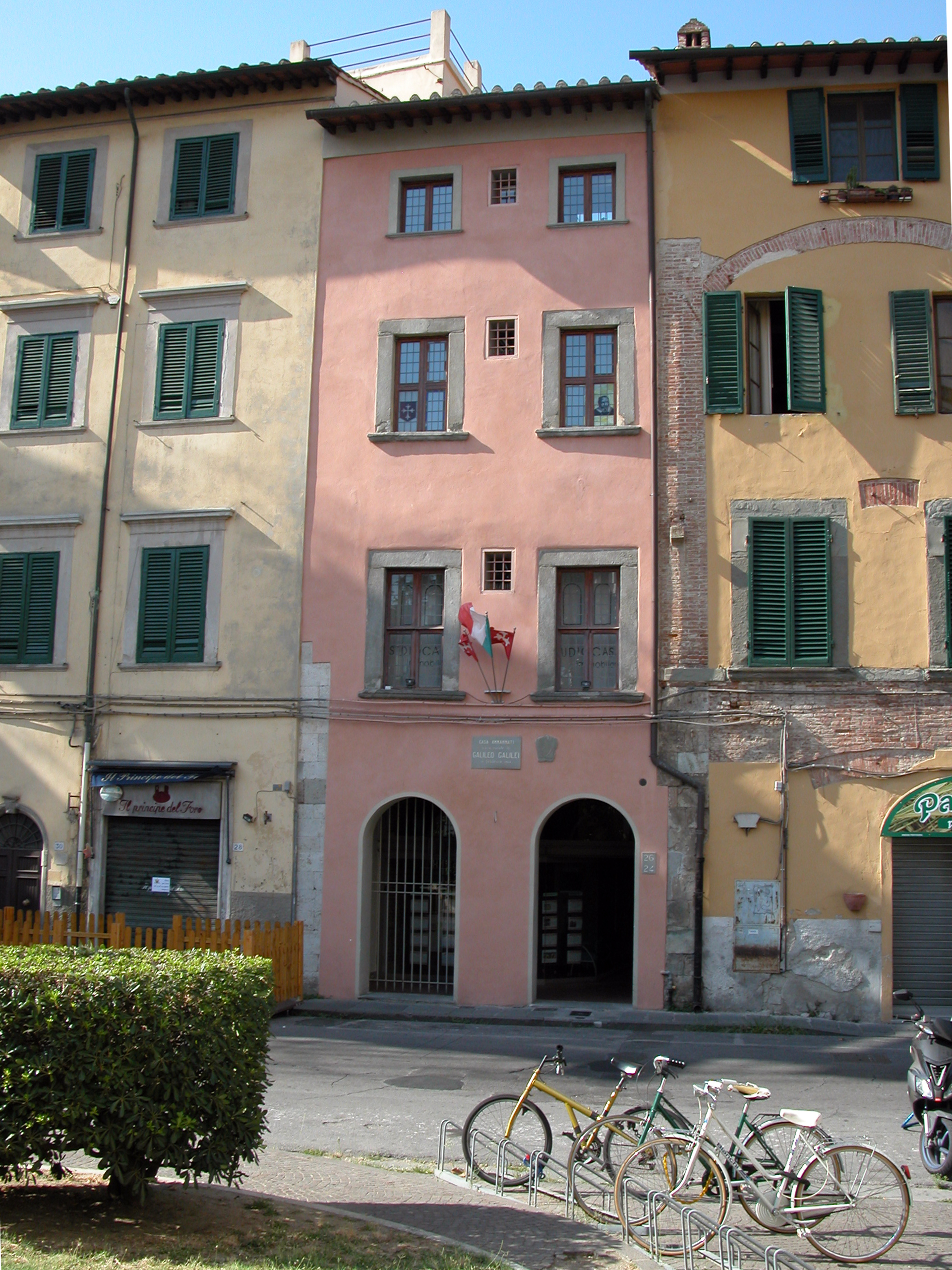
Casa natale di Galileo Galilei, di fronte al Palazzo di Giustizia

### Esterno
La grande mole del palazzo, che costituisce un intero isolato compreso tra le vie G. Giusti, S. Bibbiana, del Buschetto e, davanti all'entrata principale, lo slargo di piazza della Repubblica, si inserisce pesantemente nel minuto tessuto edilizio del centro storico rispetto al quale appare isolata ed incongrua. Davanti all'ingresso si trova l'antica chiesa di S. Andrea e limitrofa è la casa natale di Galileo; molte delle case circostanti conservano in facciata tracce della struttura medievale. Sul retro, in asse con uno degli angoli della piazza trapezoidale del palazzo, prospetta l'architettura anni quaranta del Palazzo INAIL.
Più che alla qualità architettonica, l'edificio sembra affidare la sua importanza alle dimensioni: si presenta infatti come un enorme blocco parallelepipedo finestrato, circondato su tre lati da larghe fasce di rispetto ed elevato su tre piani fuori terra più un alto seminterrato.
I primi due piani appaiono rivestiti di bozze rustiche di granito grigio mentre il piano superiore, costituito da una loggia fittamente scandita da pilastri rettangolari, continua su tutti i lati dell'edificio e sottolineata uno spesso cornicione, è in marmo bianco.
Motivo caratterizzante del fronte principale sono i quattro pilastroni giganti, di piacentiniana memoria, che tripartiscono l'entrata principale; rivestiti in lastre di porfido, i pilastroni si ripetono nella parete di fondo dell'androne da cui ci si immette nel cortile centrale.
L'entrata, coronata dalla scritta Iustitia in lettere di bronzo, è preceduta da una scalinata rettilinea in marmo e cubetti di porfido sulla piazza e da una seconda rampa interna in granito prima degli accessi veri e propri, chiusi da infissi metallici. Sulla parete destra della loggia d'ingresso è collocata una targa in bronzo con lo stemma della Repubblica e l'anno di completamento dell'edificio, 1958.
Ai lati dell'entrata e sugli altri fronti sono ritagliate le due lunghe file di finestre rettangolari, in numero di tredici sul lato posteriore e di diciassette sui fronti laterali, al di sotto delle quali sono disposte le bucature chiuse da grate del seminterrato.
Alle estremità del fronte prospiciente via S. Bibbiana, le finestre sono intervallate da due entrate secondarie e da un'altra entrata all'estremità del prospetto su via Giusti. Le tre entrate sussidiarie, arretrate rispetto al filo del fronte, recano sull'architrave motti latini (Liberi Esse Possimus, Legum Servi Sumus, Alterum Non Laedere).
Il cortile interno, di forma rettangolare, presenta due ordini di logge architravate, chiuse da infissi in legno al primo piano, e un terzo ordine di semplici finestre incorniciate aperte nella muratura continua. È pavimentato in granito e spartito da aiuole.
In asse con l'entrata sulla piazza si trovano gli accessi all'atrio principale, dalle estremità del quale si dipartono le due scalinate marmoree di collegamento con il primo piano. Il piano superiore è collegato da una scala sussidiaria.

### Interno
Sul pianerottolo di arrivo del primo piano si aprono a sinistra gli accessi agli uffici, distribuiti tramite il corridoio continuo affacciato sul cortile interno, e a destra la sezione del Tribunale, trattata con materiali di pregio.
L'aula per i processi è preceduta da una galleria e appaiono ambedue interamente foderate di marmi di differenti tonalità. Sul marmo cipollino delle pareti della galleria spiccano i pilastri rivestiti in mischio rossastro, mentre l'aula del Tribunale appare foderata in marmo verde con la parete di fondo in legno serrata tra due rientranze e arcuata a forma di grande nicchia, al centro della quale si apre la porta per l'entrata dei magistrati.